# Wazirabad
Wazirabad (in urdu وزیرآباد) è una città sita nel nord ovest del Pakistan, nella regione del Punjab.
La città è famosa per la produzione di utensili da cucina: i prodotti sono esportati a livello mondiale.
La città è sita nel cuore del Pakistan: famosa anche per la produzione di pesce esportato a livello nazionale. Gli abitanti della città sono noti per la loro ospitalità e cordialità. L'artigianato locale e la produzione di utensili da cucina rendono la località famosa non solamente a livello locale. Le esportazioni di prodotti sono dirette non solo nel continente asiatico ma anche europeo. 
L'abbigliamento pakistano e la produzione di seta rendono la città famosa a livello nazionale.
I resti di monumenti antichi risalgono all'era indoeuropea: le moschee sono una evidente manifestazione della cultura musulmana e del periodo dei moghul.
La città risulta ben collegata con la rete stradale che permette di raggiungere con facilità altre città del Pakistan tra le quali Sialkot e Lahore: la distanza con il nuovo e moderno aeroporto di Sialkot è minima. Due risultano gli aeroporti non distanti dalla città: Lahore e Sialkot. I voli in entrambi gli aeroporti sono sia nazionali che internazionali.
La città di Wazirabad non distanza da uno dei maggiori fiumi del Pakistan: il clima è umido torrido nel periodo estivo ed freddo nel periodo invernale.
Wazirabad dista dalla catena montuosa del Pakistan 3/4 ore: la regione a nord del Pakistan offre la possibilità di visitare le località montuose più attraenti del mondo quali Kashmir e K2.
È la città natale di Atif Aslam, cantante ed attore pakistano.